# Zeitschrift für Ethik und Moralphilosophie
Die Zeitschrift für Ethik und Moralphilosophie (ZEMO) ist eine deutschsprachige Fachzeitschrift für Ethik und Moralphilosophie. Aufgenommen werden auch Artikel aus anderen Disziplinen, solange darin klare Bezüge zu moralphilosophischen oder ethischen Themen zu finden sind. Ein besonderer Schwerpunkt liegt auf der Diskussion der Metaethik, den Grundlagen von Ethik und Moralphilosophie, der Moralbegründung bis hin zu Fragen der angewandten Ethik.

## Profil und Aufbau
Die Zeitschrift erscheint halbjährlich als elektronische und als gedruckte Ausgabe bei Metzler. Das erste Heft erschien im Juni 2018.

## Herausgeber und Redaktion
Die Zeitschrift wird von M. Hähnel, A. Bagattini, K. Beier, D. Borchers, S. Muders und M. Rüther herausgegeben.